# Heisteria scandens
Heisteria scandens là một loài thực vật có hoa trong họ Olacaceae. Loài này được Ducke mô tả khoa học đầu tiên năm 1925.